# أواكلي (كاليفورنيا)
أواكلي (بالإنجليزية: Oakley)‏ هي إحدى مدن مقاطعة كونترا كوستا، كاليفورنيا. تم إعطاءها لقب مدينة في 1 يوليو، 1999.

## التركيبة السكانية
حدّد مكتب تعداد الولايات المتحدة بيانات التركيبة السكانية لأواكلي في تعداد الولايات المتحدة. في ما يلي، التركيبة السكانية حسب تعدادي 2000 و2010.

### تعداد عام 2000
بلغ عدد سكان أواكلي 25,619 نسمة بحسب تعداد عام 2000، وبلغ عدد الأسر 7,832 أسرة وعدد العائلات 6,464 عائلة مقيمة في المدينة. في حين سجلت الكثافة السكانية 611.7 نسمة لكل كيلومتر مربع (1,584.3/ميل2). وبلغ عدد الوحدات السكنية 7,946 وحدة بمتوسط كثافة قدره 189.7 لكل كيلومتر مربع (491.3/ميل2).
وتوزع التركيب العرقي للمدينة بنسبة 75.50% من البيض و3.42% من الأمريكيين الأفارقة و0.89% من الأمريكيين الأصليين و2.86% من الأمريكيين ذوي الأصول الآسيوية و0.29% من سكان جزر المحيط الهادئ و10.58% من الأعراق الأخرى و6.46% من عرقين مختلطين أو أكثر و24.98% من الهسبانيون أو اللاتينيون من أي عرق.
بلغ عدد الأسر 7,832 أسرة كانت نسبة 56.4% منها لديها أطفال تحت سن الثامنة عشر تعيش معهم، وبلغت نسبة الأزواج القاطنين مع بعضهم البعض 68.2% من أصل المجموع الكلي للأسر، ونسبة 9.1% من الأسر كان لديها معيلات من الإناث دون وجود شريك،  بينما كانت نسبة 5.2% من الأسر لديها معيلون من الذكور دون وجود شريكة وكانت نسبة 17.5% من غير العائلات. تألفت نسبة 13% من أصل جميع الأسر من عدة أفراد يعيشون في نفس المنزل ونسبة 4.1% كانت تتألف من شخص يعيش بمفرده يبلغ من العمر 65 عاماً أو أكثر. وبلغ متوسط حجم الأسرة المعيشية 3.26، أما متوسط حجم العائلات فبلغ 3.56.
بلغ العمر الوسطي للسكان 31.5 عاماً. وكانت نسبة 34.3% من القاطنين تحت سن الثامنة عشر، وكانت نسبة 7.5% بين الثامنة عشر والرابعة والعشرين عاماً، ونسبة 34.5% كانت واقعةً في الفئة العمرية ما بين الخامسة والعشرين والرابعة والأربعين عاماً، ونسبة 18% كانت ما بين الخامسة والأربعين والرابعة والستين، ونسبة 5.3% كانت ضمن فئة الخامسة والستين عاماً فما فوق. يوجد لكل 100 أنثى 102.1 ذكر، ويوجد لكل 100 أنثى في الثامنة عشر من عمرها فما فوق 100.4 ذكر.
بلغ متوسط دخل الأسرة في المدينة 65,589 دولارًا، أما متوسط دخل العائلة فبلغ 68,888 دولارًا. وكان متوسط دخل الذكور 49,883 دولارًا مقابل 34,659 دولارًا للإناث. وسجل دخل الفرد الخاص بالمدينة 21,895 دولارًا. وكانت نسبة 2.8% من العائلات ونسبة 5% من السكان تحت خط الفقر، وكان من هؤلاء نسبة 5.5% تحت سن الثامنة عشر ونسبة 7.4% في الخامسة والستين من العمر وما فوق.

### تعداد عام 2010
بلغ عدد سكان أواكلي 35,432 نسمة بحسب تعداد عام 2010، وبلغ عدد الأسر 10,727 أسرة وعدد العائلات 8,651 عائلة مقيمة في المدينة. في حين سجلت الكثافة السكانية 846 نسمة لكل كيلومتر مربع (2,191.1/ميل2). وبلغ عدد الوحدات السكنية 11,484 وحدة بمتوسط كثافة قدره 274.2 لكل كيلومتر مربع (710.2/ميل2).
وتوزع التركيب العرقي للمدينة بنسبة 63.90% من البيض و7.29% من الأمريكيين الأفارقة و0.89% من الأمريكيين الأصليين و6.31% من الأمريكيين ذوي الأصول الآسيوية و0.40% من سكان جزر المحيط الهادئ و14.11% من الأعراق الأخرى و7.11% من عرقين مختلطين أو أكثر و34.90% من الهسبانيون أو اللاتينيون من أي عرق.
بلغ عدد الأسر 10,727 أسرة كانت نسبة 51.1% منها لديها أطفال تحت سن الثامنة عشر تعيش معهم، وبلغت نسبة الأزواج القاطنين مع بعضهم البعض 60.9% من أصل المجموع الكلي للأسر، ونسبة 13.2% من الأسر كان لديها معيلات من الإناث دون وجود شريك،  بينما كانت نسبة 6.6% من الأسر لديها معيلون من الذكور دون وجود شريكة وكانت نسبة 19.4% من غير العائلات. تألفت نسبة 14.2% من أصل جميع الأسر من عدة أفراد يعيشون في نفس المنزل ونسبة 4.8% كانت تتألف من شخص يعيش بمفرده يبلغ من العمر 65 عاماً أو أكثر. وبلغ متوسط حجم الأسرة المعيشية 3.29، أما متوسط حجم العائلات فبلغ 3.62.
بلغ العمر الوسطي للسكان 32.0 عاماً. وكانت نسبة 30.5% من القاطنين تحت سن الثامنة عشر، وكانت نسبة 10% بين الثامنة عشر والرابعة والعشرين عاماً، ونسبة 28.6% كانت واقعةً في الفئة العمرية ما بين الخامسة والعشرين والرابعة والأربعين عاماً، ونسبة 24.1% كانت ما بين الخامسة والأربعين والرابعة والستين، ونسبة 6.7% كانت ضمن فئة الخامسة والستين عاماً فما فوق. وتوزع التركيب الجنسي للسكان بنسبة 49.7% ذكور و50.3% إناث.